# يعقوب جلبي
يعقوب جلبي (1362 - 28 يونيو 1389) أمير عثماني وهو ابن السلطان مراد الأول من زوجته فول دانة خاتون، وجده هو السلطان أورخان غازي بن عثمان الأول مؤسس الدولة العثمانية.

## حياته
تلقى تعليمه منذ صغره، واعتاد على التعليم الإداري والعسكري، واشتهر بشجاعته وبطولته وكرمه، وكان إلى جانب والده مراد الأول في جميع حروبه.

## وفاته
توفي بسبب الإعدام بأمر من أخيه الحائز على الحكم السلطان بايزيد الأول لاحقًا خوفًا من مُنازعته على المُلك والسعي للسلطة.